# Yassin Fortune
Yassin Enzo Fortune (Aubervilliers, 30 gennaio 1999) è un calciatore francese, attaccante del Vizela.

## Caratteristiche tecniche
È un centravanti.

## Carriera

### Club
Ha esordito fra i professionisti il 16 settembre 2018 disputando con il Sion l'incontro di Coppa Svizzera vinto 1-0 contro il Losanna.

### Nazionale
Ha giocato nelle nazionali giovanili francesi Under-16, Under-17, Under-18, Under-19 ed Under-20.

## Statistiche
Statistiche aggiornate al 29 luglio 2019.

### Presenze e reti nei club
| Stagione        | Squadra         | Campionato      | Campionato | Campionato | Coppe nazionali | Coppe nazionali | Coppe nazionali | Coppe continentali | Coppe continentali | Coppe continentali | Altre coppe | Altre coppe | Altre coppe | Totale | Totale | Totale |
| Stagione        | Squadra         | Comp            | Pres       | Reti       | Comp            | Pres            | Reti            | Comp               | Pres               | Reti               | Comp        | Pres        | Reti        | Pres   | Reti   |        |
| --------------- | --------------- | --------------- | ---------- | ---------- | --------------- | --------------- | --------------- | ------------------ | ------------------ | ------------------ | ----------- | ----------- | ----------- | ------ | ------ | ------ |
| 2018-2019       | Sion            | ASL             | 23         | 2          | CS              | 3               | 0               |                    | -                  | -                  |             | -           | -           | 26     | 2      |        |
| 2019-2020       | Sion            | ASL             | 2          | 0          | CS              | 0               | 0               |                    | -                  | -                  |             | -           | -           | 2      | 0      |        |
| Totale carriera | Totale carriera | Totale carriera | 25         | 2          |                 | 3               | 0               |                    | -                  | -                  |             | -           | -           | 28     | 2      |        |